# Böneriktning
Böneriktning är den riktning mot vilken religiösa troende vänder sig vid bön. Vilken riktningen är skiljer mellan olika trosutövare. 
Muslimer vänder sig mot Kaba i Mecka som är tillbedjanspunkt vid bön och begravning (qibla).
Bahaier har Akko vid östra Medelhavet som sin motsvarande punkt (qiblih). 
Judar ber i riktning mot Jerusalem i Israel (mizrach).